# Kirsten Price
Kirsten Price (Providence, Rhode Island, 1981. november 13. –) amerikai pornószínésznő.
A Miss Hawaiian Tropic versenyen találkozott vele a közönség. Modellkedés után a Wicked Pictures-nek kezdett dolgozni 2005-ben. 2004-ben Barrett Blade pornószínésszel kötött házasságot.
Szerepelt a 2007-es, Manhuntesrs c. AVN Legjobb film díjas alkotásban.

## Válogatott filmográfia
| 1. McKenzie Made (2006) (V) 2. Desires (2006) (V) 3. Carmen & Austyn (2006) (V) 4. Colors (2006/II) (V) 5. Nantucket Housewives (2006) (V) 6. Watching Samantha (2006) (V) 7. Legal & Hot 2 (2006) (V) 8. Sex on the Beach (2006) (V) 9. Made in the USA (2006) (V) 10. Girl Pirates 2 (2006) (V) 11. Becoming Carmen Hart (2006) (V) | 1. Manhunters (2006) (V) 2. Country Style (2006) (V) 3. My Secret Life (2006) (V) 4. Chicks Gone Wild 3 (2006) (V) 5. Bless Their Little Holes (2006) (V) 6. Tiffany's (2006) (V) 7. Naked Encounters (2005) (V) 8. Dark Angels 2 (2005) (V) 9. Naked Girls Bound and Gagged! (2005) (V) 10. Glamour Sluts 2 (2005) (V) 11. Girlvana (2005) (V) |

## Díjai
- 2007 AVN Award, Legjobb színésznő – Manhunters
- 2007 AVN Award, Legjobb csoportos szex – FUCK